# ATP Challenger China International Nanchang 2014
L'ATP Challenger China International Nanchang 2014 è stato un torneo di tennis facente parte della categoria ATP Challenger Tour nell'ambito dell'ATP Challenger Tour 2014. È stata la ª edizione del torneo che si è giocato a Nanchang in Cina dal 23 al 29 giugno 2014 su campi in cemento e aveva un montepremi di 50 000 $+H.

## Partecipanti singolare

### Teste di serie
| Nazionalità   | Giocatore            | Ranking* | Testa di serie |
| ------------- | -------------------- | -------- | -------------- |
| Giappone      | Gō Soeda             | 100      | 1              |
| Slovenia      | Blaž Kavčič          | 122      | 2              |
| Russia        | Aleksandr Kudrjavcev | 169      | 3              |
| Cina          | Zhang Ze             | 189      | 4              |
| Cina          | Wu Di                | 240      | 5              |
| Russia        | Valery Rudnev        | 249      | 6              |
| Francia       | Josselin Ouanna      | 264      | 7              |
| Corea del Sud | Chung Hyeon          | 268      | 8              |

- Ranking al 16 giugno 2014.

### Altri partecipanti
Giocatori che hanno ricevuto una wild card:
- Bai Yan
- Liu Siyu
- Ning Yuqing
- Te Rigele

Giocatori che sono passati dalle qualificazioni:
- Kento Takeuchi
- Mikhail Ledovskikh
- Ryan Agar
- Wang Chuhan

## Partecipanti doppio

### Teste di serie
| Nazionalità   | Giocatore    | Nazionalità   | Giocatore       | Ranking* | Testa di serie |
| ------------- | ------------ | ------------- | --------------- | -------- | -------------- |
| Taipei cinese | Chen Ti      | Taipei cinese | Peng Hsien-yin  | 306      | 1              |
| Australia     | Jordan Kerr  | Francia       | Fabrice Martin  | 373      | 2              |
| Taipei cinese | Lee Hsin-han | Cina          | Zhang Ze        | 427      | 3              |
| Australia     | Ryan Agar    | Taipei cinese | Huang Liang-chi | 502      | 4              |

- Ranking al giugno 2014.

### Altri partecipanti
Coppie che hanno ricevuto una wild card:
- Hua Runhao /  Liu Siyu
- Chen Long /  Wu Hao
- Ning Yuqing /  Wang Aoran

## Vincitori

### Singolare
Gō Soeda ha battuto in finale  Blaž Kavčič con il punteggio di 6–3, 2–6, 7–6(3)

### Doppio
Chen Ti /  Peng Hsien-yin hanno battuto in finale  Jordan Kerr /  Fabrice Martin con il punteggio di 6–2, 3–6, [12–10]